# Redmond (Oregon)
Redmond é uma cidade localizada no estado norte-americano do Oregon, no Condado de Deschutes.

## Demografia
Segundo o censo norte-americano de 2000, a sua população era de 13.481 habitantes.
Em 2006, foi estimada uma população de 22.786, um aumento de 9305 (69.0%).

## Geografia
De acordo com o United States Census Bureau tem uma área de
26,5 km², dos quais 26,5 km² cobertos por terra e 0,0 km² cobertos por água. Redmond localiza-se a aproximadamente 875 m acima do nível do mar.

## Localidades na vizinhança
O diagrama seguinte representa as localidades num raio de 32 km ao redor de Redmond.